# Semos unos monstruos
Semos unos mostruos es el séptimo disco de Los Mojinos Escozíos, publicado en 2004.

## Lista de canciones
1. Semos unos mostruos - 5:26
2. Mango - 4:03
3. La pastilla de jabón (version de Perdedor, Barbarroja) - 4:33
4. Las niñas de La Salle - 3:04
5. Sevilla capullo - 3:56
6. El chavalín - 4:07
7. Paco, yo te quiero un taco - 4:00
8. He dejao de fumá (1) - 1:25
9. Pequeñines no, gracias - 4:46
10. El piropo - 2:55
11. Al carajo - 3:34
12. Sesi - 5:20
13. He dejao de fumá (2) - 1:24
14. Mucha policía - 4:56
15. Frankistein - 4:57
16. La mujé der Guitarra - 4:20
17. El fiera - 3:46
18. El puto rey - 4:20
19. He dejao de fumá (3) - 5:00

- Datos: Q6124815